# Alfonso Lara (football)
Ne doit pas être confondu avec Alfonso Lara (comédien espagnol).
Alfonso Osvaldo Lara Madrid (né le 27 avril 1946 à Santiago au Chili, et décédé le 13 août 2013 dans la même ville) est un joueur de football international chilien, qui évoluait au poste de milieu de terrain.

## Biographie

### Carrière en club
Alfonso Lara joue en faveur des clubs du Deportes Magallanes, du Lota Schwager, de Colo Colo, et enfin de l'Everton de Viña del Mar.
Il dispute un total de 360 matchs en première division chilienne, inscrivant 19 buts. Il se classe deuxième du championnat à deux reprises, en 1973 et 1977. 
Avec le club de Colo Colo, il remporte une Coupe du Chili, et atteint la finale de la Copa Libertadores en 1973, en étant battu par le CA Independiente.

### Carrière en équipe nationale
Alfonso Lara joue 29 matchs en équipe du Chili, sans inscrire de but, entre 1968 et 1975.
Il figure dans le groupe des sélectionnés lors de la Coupe du monde de 1974. Lors du mondial, il joue un match contre l'Allemagne, pays organisateur.
Il participe également à la Copa América de 1975.

## Palmarès
| Colo Colo - Championnat du Chili (0) : - Vice-champion : 1973. - Coupe du Chili (1) : - Vainqueur : 1974. - Copa Libertadores (0) : - Finaliste : 1973. |  | Everton de Viña del Mar - Championnat du Chili (0) : - Vice-champion : 1977. |